# Soundtrack for the Film Space is the Place
Soundtrack for the Film Space is the Place (Alternativtitel Space Is the Place (Original Motion Picture Soundtrack)) ist ein Soundtrackalbum von Sun Ra and His Intergalactic Solar Arkestra, mit der Musik zu „Sun Ras afrofuturistischem Filmmanifest“, dem gleichnamigen Film von John Coney (1974). Die Anfang 1972 in Oakland entstandenen Aufnahmen erschienen 1993 auf Evidence Records.

## Hintergrund
Im Jahr 1968, einem Jahr des Umbruchs in Amerika wie anderswo, machten Sun Ra und das Arkestra ihre erste Reise an die Westküste der USA. Überraschenderweise seien sie dort auf eine völlig lauwarme Reaktion des Publikums gestoßen, schrieben Richard Cook und Brian Morton. Drei Jahre später hielt Sun Ra an der University of California, Berkeley, eine Kurseinheit „The Black Man in the Cosmos“ und entwickelte dabei Ideen, die später u. a. Anthony Braxton beeinflussen sollten, ein Beispiel für damalige „Lehrfreiheit“ auf dem Campus, die nach Ansicht von Andy Beta später nie wieder erreicht wurde. Die Vorträge reichten von Ägyptologie bis zu biblischen Schriften, von neuplatonischen Lehren bis zu Helena Petrovna Blavatsky (laut einer Aufzeichnung von 1971). Und nach einem solchen Vortrag trat Sun Ra mit dem Arkestra vor der Studentenschaft auf.
Zunächst gab es für das Arkestra gute Auftrittsmöglichkeiten in lokalen Clubs wie Native Sun (Intergalactic Research). Im Ho Chi Minh Park von Berkeley fand ein Konzert mit insgesamt 100 Saxophonisten statt. Aufgrund eines ideologischen Zerwürfnisses mit der Black Panther Party verloren sie aber ihre kalifornische Wohnstatt. Auch erhielt Sun Ra von der Universität für die letzten zwei Monate des Lehrauftrags nicht die erwartete Bezahlung.
Folglich fühlte Sun Ra sich von der Universität und von Kalifornien im Allgemeinen zurückgewiesen, und er kehrte in aller Eile an die Ostküste zurück. Es war letztlich „eine Wiederholung der stürmischen Montreal-Reise“ von 1960, vor seiner Ankunft in New York. Auf Sun Ra wurde jedoch der Produzent Jim Newman aufmerksam, der ihm vorschlug, einen Spielfilm zu produzieren, der lose auf den mythologischen Ideen Sun Ras basieren sollte, die in dessen Berkeley-Kurs enthalten waren. „Space Is the Place“ besetzte Sun Ra als „einen kosmischen Gleichmacher“, so Cook/Morton, ein John Shaft in einem noch unverschämteren Anzug „im Kampf mit dem „Aufseher“, einem interplanetaren Super-Zuhälter, der die Ausbeutung der Schwarzen symbolisiert“.
Sun Ra schrieb am Drehbuch mit und war ebenso am Schnitt der Endversion beteiligt. In dem Film landet Sun Ra mit seinem Raumschiff in Oakland, von dem angenommen wird, dass es seit einigen Jahren im Weltraum verschollen war. Er hatte indes in einem musikbetriebenen «Space Ship» die Zeit auf der Suche nach Exilplaneten für die schwarze Rasse durchquert. Nachdem er ein exotisches Paradies gefunden hat, kehrt er auf die Erde zurück, um die Auserwählten mitzunehmen. Sun Ra propagiert seine Philosophie in afroamerikanischen Gemeinschaftszentren. Am Ende verschwindet er wieder, nachdem er sein Volk gerettet hat, in seinem Raumschiff von dem explodierenden Planeten Erde.
„Teils Blaxploitation-Film, teils Sci-Fi-Streifen der frühen 70er, teils Studentenfilm, teils kosmisches Rätsel“, schrieb Andy Beta – der Film Space Is the Place aus dem Jahr 1974 sei das wichtigste Dokument von Sun Ra, das je verfilmt wurde.
Space Is the Place ist der Soundtrack zu dem Film gleichen Titels des Regisseurs John Coney, der zwar um 1971/72 gedreht, aber erst 1974 veröffentlicht wurde. Nach wenigen Aufführungen in New York City und San Francisco wurde der Film kaum noch im Kino präsentiert, aber von Sun Ra bei eigenen Auftritten multimedial eingesetzt.
Ein halbes Jahr nach dem Soundtrack spielte Sun Ra mit dem Arkestra die LP Space is the Place für das Label Blue Thumb ein, das 1973 erschien. Das Soundtrack-Album selbst wurde erst im Jahr von Sun Ras Tod 1993 herausgebracht, in einer Phase von Neuauflagen (und -veröffentlichungen aus dem Nachlass) der Werke Sun Ras.

## Titelliste
- Sun Ra: Soundtrack for the Film Space Is the Place (Evidence ECD 22070-2)[13]

1. It's After the End of the World 3:24
2. Under Different Stars 3:55
3. Discipline 33 3:27
4. Watusa (Ra) 7:10
5. Calling Planet Earth 3:04
6. I Am the Alter-Destiny 1:08
7. Satellites Are Spinning take 1 2:32
8. Cosmic Forces (synth solo) 3:08
9. Outer Spaceways Incorporated toma 3 2:59
10. We Travel the Spaceways 2:27
11. The Overseer 3:04
12. Blackman / Love in Outer Space 16:52
13. Mysterious Crystal 5:53
14. I Am the Brother of the Wind 5:53
15. We'll Wait for You 4:11
16. Space Is the Place 4:23

Die Kompositionen stammen von Sun Ra.

## Rezeption
Mitte der 1950er-Jahre war Sun Ra ein Pionier in der Verwendung elektronischer Keyboards und Synthesizer im Jazz, zu einer Zeit, als diese Instrumente als Neuheiten galten, schrieb Jason Heller in Pitchfork Media. Die „überirdischen“ Texturen und Harmonien dieser Geräte hätten die Palette von Sun Ra erweitert; schon bald hätte die konzeptionelle und archetypische Ausdehnung des Arkestra galaktische Ausmaße angenommen. Zur Zeit von Space Is the Place aus dem Jahr 1973 – ein Jahr später gefolgt von Sun Ras definitivem filmischem Statement, einem gleichnamigen Spielfilm – war das Arkestra gekommen, um den Grenzbereich zwischen Free Jazz, Post-Bop, „Future-Funk“ und afrikanische Polyrhythmen zu erkunden.

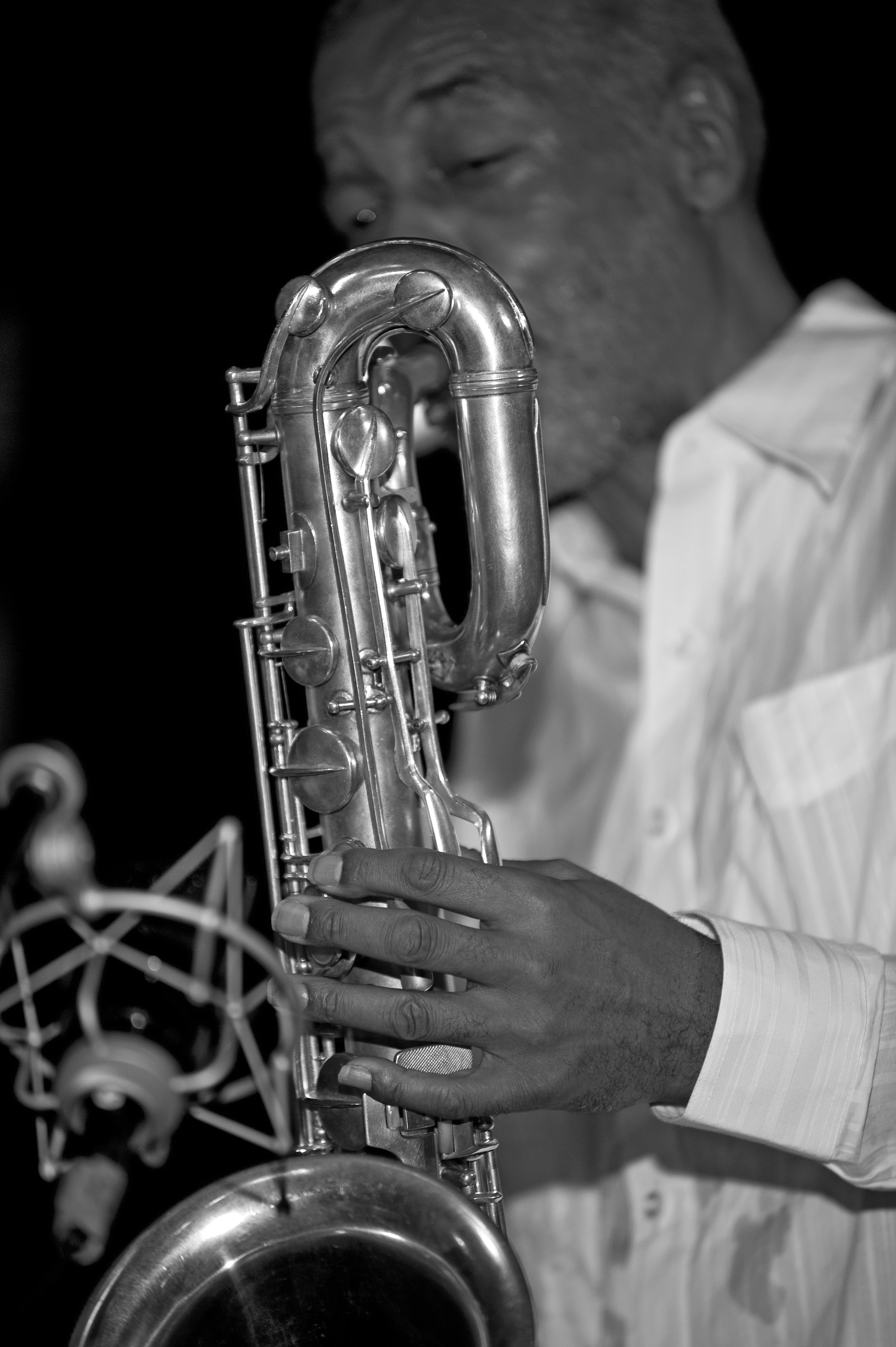
Hamiet Bluiett auf dem XIII Vision Festival, New York 2008

Nach Ansicht von Richard Cook und Brian Morton, die das Album in The Penguin Guide to Jazz mit dreieinhalb Sternen auszeichneten, sei der Soundtrack, wie bei einer Reihe von Experimentalfilmen dieser Zeit, erheblich interessanter als der Film selbst. Indem er Material aus den vorangegangenen Jahren nutzte, etwa „Outer Spaceways Incorporated“, „Calling Planet Earth“ und „Space Is the Place“, habe Ra eine lebhafte Montage der Arkestra-Musik zusammengestellt. Mit 16 kurzen Stücken sei dies ein ungewöhnlicher Umschlag gewesen, doch es funktioniere bemerkenswert gut, und das Spiel der Band sei dicht und hintergründig. Eine Auswahl wie diese sei maßgeschneidert für June Tyson gewesen, die hypnotisch in „Blackman“ singe. Marshall Allen habe mit seinem Spiel auf dem Fagott in „The Overseer“ beeindruckt, während Danny Davis mit der Altklarinette Hamiet Bluietts spätere Experimente auf diesen unvertrauten Instrument vorweggenommen habe.
Nach Ansicht von John Diliberto (Echoes.org) sei dieses Album eine großartiger Punkt, um sich mit Sun Ras Musik zu beschäftigen. Der Soundtrack enthalte gedämpftere Versionen des Titelstücks und von „It’s After the End of the World“, außerdem Sun-Ra-Themen wie „We Travel the Spaceways“ und „Outer Spaceways Incorporated“. Dies sei die naheliegendste Möglichkeit, unkompliziert an Sun Ra heranzukommen.
Ron Wynn verlieh dem Album in AllMusic vier Sterne und schrieb, die Melodien würden zu seinen ehrgeizigsten, unorthodoxesten und fesselndsten Kompositionen gehören. Zwischen June Tysons deklamatorischem Gesang, Sprechchören sowie Dialogen und Sun Ras krachenden, schlagenden Synthesizer- und Orgel-Fills und mit Songs wie „Blackman/Love in Outer Space“, „It’s After the End of the World“ und „I Am the Brother of the Wind“ biete dieses Album aggressives, energiegeladenes und kompromissloses Material. Sun Ras pianistische Streifzüge, Phrasen und Texturen seien manchmal als bloßes Genudel abgetan worden, wenn sie Teil eines gut konstruierten Multimedia-Pakets waren. Dies komme so nah wie keine andere von Sun Ras Veröffentlichungen nicht nur einer konzeptuellen Arbeit, sondern einer Blaupause für seine Live-Shows von den frühen 1970ern bis zum Ende seiner Karriere.
Andy Beta schrieb in Vulture, der Soundtrack zu Space Is the Place klinge unheimlich, gleichzeitig „elegant, ungestüm, raffiniert und letztlich mysteriös“. Die 16 Tracks würden die unzähligen Aspekte von Sun Ra in einem Album berühren, tobende Drum-Workouts, Big-Band-Einlagen, Weltraumgeräusche und Äußerungen wie „I Am the Alter Destiny“. Und im Kern verleite June Tyson erdgebundene Zuhörer dazu, unsere Aufmerksamkeit gen Himmel zu richten und – wenn man die Erde langweilig findet – die Tiefe zu erkennen, dass „der Weltraum der Ort ist“.